# 大奧斯特里約湖
56°36′10″N 29°29′19″E / 56.60278°N 29.48861°E
大奧斯特里約湖（俄语：Большое Остриё），是俄羅斯的湖泊，位於該國西北部，由普斯科夫州負責管轄，面積2.6平方公里，集水區面積110.6平方公里，平均水深7米，最大水深20米。